# Uvigerinammina
Uvigerinammina es un género de foraminífero bentónico de la subfamilia Reophacellinae, de la familia Reophacellidae, de la superfamilia Verneuilinoidea, del suborden Verneuilinina y del orden Lituolida. Su especie tipo es Uvigerinammina jankoi. Su rango cronoestratigráfico abarca desde el Cretácico inferior hasta el Paleoceno.

## Discusión
Clasificaciones previas incluían Uvigerinammina en la subfamilia Verneuilinoidinae de la familia Verneuilinidae, así como en el suborden Textulariina del orden Textulariida, o en el orden Lituolida sin diferenciar el suborden Verneuilinina.

## Clasificación
Uvigerinammina incluye a las siguientes especies:
- Uvigerinammina alta †
- Uvigerinammina hannoverana †
- Uvigerinammina jankoi †
- Uvigerinammina laxa †
- Uvigerinammina moesiana †
- Uvigerinammina oblonga †
- Uvigerinammina pacifica †
- Uvigerinammina praejankoi †